# Michaela Wiebusch

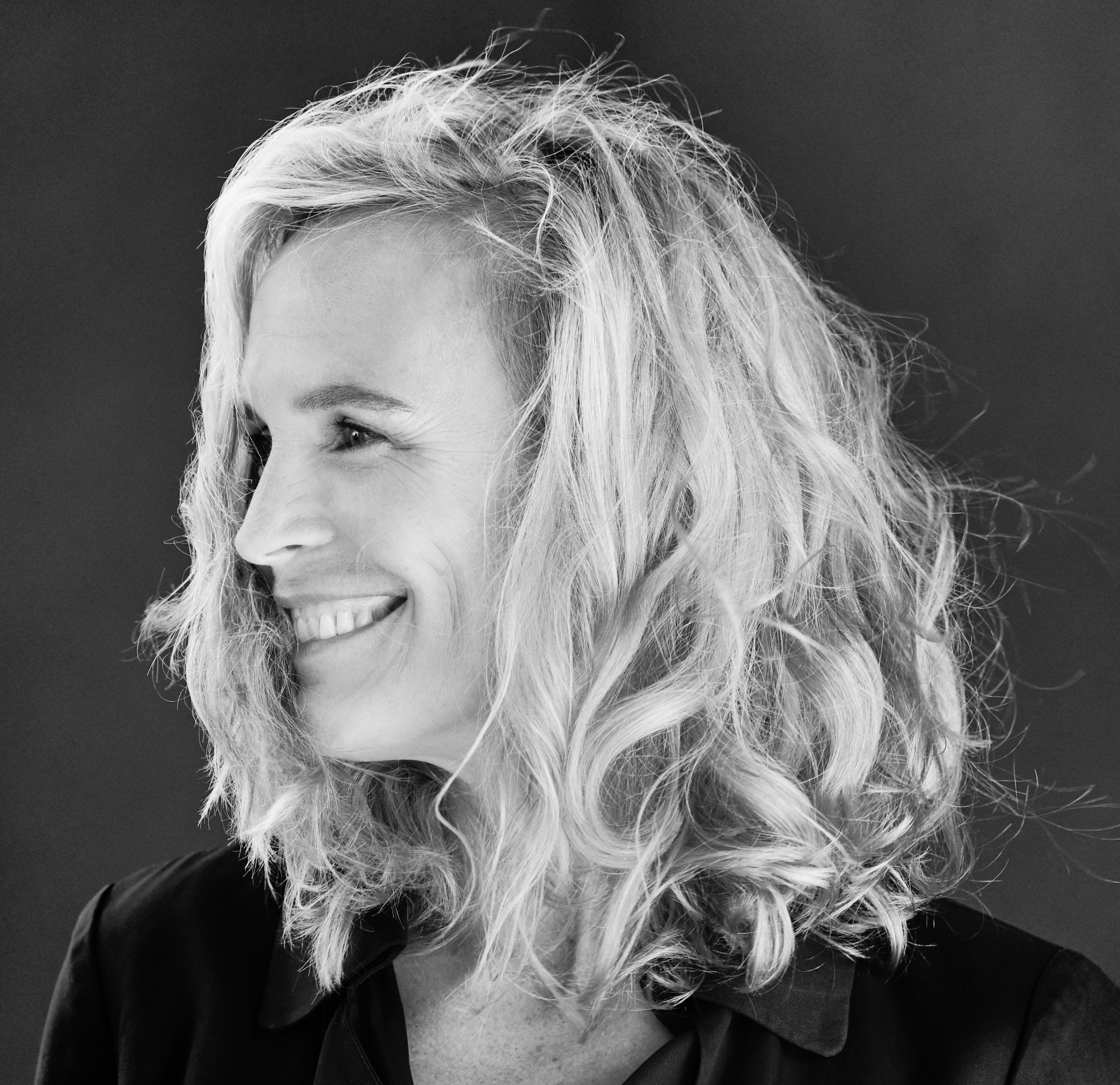
Michaela Wiebusch, 2018

Michaela Wiebusch (* 1971 in Wermelskirchen) ist eine deutsche Schauspielerin.

## Werdegang
Michaela Wiebusch ist eine Tochter des Unternehmers Horst Wiebusch und dessen Frau Eva-Maria Wiebusch. Sie besuchte von 1995 bis 1999 das Deutsche Zentrum für Schauspiel – Berufsfachschule für Schauspiel in Köln, welches sie mit einem Diplom im Jahr 1998 abgeschlossen hat. Weitere Ausbildungen erfolgten 2007 mit der Meisner-Technik bei Frank Betzelt und Mike Bernardin sowie 2013 bei Sigrid Andersson. Ihr Debüt gab sie 1998 als Kommissarin Gabi Schmitz in der ersten Staffel der Serie SK Kölsch unter der Regie von Holger Barthel und Detlef Rönfeldt.
Wiebusch lebt seit 1999 in Berlin. Seit 2009 ist sie mit dem Autor Hans Rath verheiratet. Sie haben einen gemeinsamen Sohn (* 2010).
Wiebusch ist Mitglied im Bundesverband Schauspiel (BFFS).

## Filmografie (Auswahl)
- 1996: Gestohlenes Mutterglück, Regie: Dr. Wolfgang Mühlbauer
- 1998: SK Kölsch, Regie: Detlef Rönfeldt, Holger Barthel, Wilhelm Engelhardt
- 1999: 20:13 Mord im Blitzlicht, Regie: John Bradshow
- 2001: Der Fahnder – Mordverdacht, Regie: Martin Eigler
- 2002: Polizeiruf 110 – Nachtfrost, Regie: Hans Werner
- 2002: Klinikum Berlin Mitte, Regie: Axel Barth
- 2002: Die Sitte – Stiller Schrei, Regie: Florian Froschmayer
- 2002: Schnelle Seelen, Regie: Pasquale Marrazzo, Kino
- 2004: Das Kanzleramt, Regie: Hans Christoph Blumenberg
- 2004: Berlin-Abschnitt 40 – Terroristen, Regie: Rolf Wellingerhof
- 2004: Stauffenberg, Regie: Jo Baier[3]
- 2005: Hannah, Regie: Erica von Moeller, Kino
- 2005: Die Abstauber – Herrenjahre sind keine Lehrjahre, Regie: Wolfgang Murnberger
- 2006: Die Anwälte – Selbstjustiz, Regie: Züli Aladag
- 2006: Verrückt nach Clara, Regie: Sven Bohse
- 2006: Meine verrückte türkische Hochzeit, Regie: Stefan Holtz
- 2007: Lutter: Essen is’ fertig, Regie: Jörg Grünler
- 2007: Rote Rosen, Regie: diverse
- 2007: Kinder, Kinder, Regie: Tobi Baumann
- 2008: Fünf Sterne – Umbrüche, Regie: Matthias Kopp
- 2008: Herzog, Regie: Ulli Baumann
- 2009: Ein Fall für Zwei – Erben gesucht, Regie: Peter Stauch
- 2011: Mein Prinz. Mein König, Regie: Ciril Braem Tscheligi, Kino
- 2012: Haltlos, Regie: Tim Dünschede, Kino – best actress Kurzfilmfestival
- 2012: Mit geradem Rücken, Regie: Florian Froschmayer
- 2012: Von Fall zu Fall – Stubbe – Blutsbrüder, Regie: Peter Kahane
- 2013: Komasaufen, Regie: Bodo Fürneisen
- 2014: Da muss Mann durch, Regie: Marc Rothemund, Kino
- 2015–2016: Familie Dr. Kleist, Regie: Stefan Bühling, Jan Bauer
- 2016: Therapie, Regie: Felix Charin, Kino
- 2018: Soko Wismar – Der Strandpirat, Regie: Oren Schmuckler
- 2018: Ostfrieslandkrimis – Ostfriesensünde, Regie: Rick Ostermann
- 2018: Beck is back – Zweite Chance, Regie: Ulli Baumann
- 2019: Um Himmels Willen – Handicap, Regie: Niki Müllerschön
- 2019: Es ist zu deinem Besten, Regie: Marc Rothemund, Kino
- 2019: Accept, Regie: Manuel Klavers, Kino
- 2021: Zerv – Zeit der Abrechnung, Regie: Dustin Loose
- 2023: Wochenendrebellen
- 2024: Ein Fall für Zwei: Entzweit (Fernsehreihe)
- 2025: Spreewaldkrimi – Böses muss mit Bösem enden (Fernsehreihe)

## Theater
- 1999: Zauber der Nacht – Im weißen Rössl  Director: Herbert Feuerstein
- 2000: Der eingebildete Kranke, Schlossparktheater Director: Helmut Stauss
- 2003: Amphitryon Director: Anja Scheffer
- 2003–2005: Leonce und Lena Director: Franz Wacker
- 2004–2006: Amphitryon Director: Franz Wacker
- 2001–2010: Es lebe Alexandra! Zigeunerjunge wo bist du?, Thalia Theater, Theater Heilbronn, Director: Kathrin Hentschel
- 2003–2010: Zarah Leander – Zwei Seelen in meiner Brust, Volksbühne Berlin Grüner Salon Director: Anahita Mahintorabi
- 2006–2010: Marilyn & Ich, Theater im Palais Director: Anahita Mahintorabi
- 2015: Über das Meer Berliner Ensemble Director: Frank Alva Bücheler
- 2017: Schöne Bescherungen Komödie am Ku'damm Director: Sigrid Andersson
- 2017–2018: Gott sprach wir müssen reden, Komödie am Ku’damm, Winterhuder Fährhaus Hamburg, Director: Ute Willing[4]

## Auszeichnungen
- 2012: Shortcutz Berlin Award Best actress in „Haltlos“[5] (Kurzfilm)